# 卡巴裂燈鱂
卡巴裂燈鱂，為輻鰭魚綱鯉齒目鯉齒亞目花鳉科的其中一種，被IUCN列為易危保育類動物，分布於非洲幾內亞Kaba河流域，體長可達3.5公分，屬肉食性，生活習性不明。

## 擴展閱讀
維基物種上的相關：卡巴裂燈鱂